# Isla Fundo
La isla Fundo se encuentra en la costa noroeste de la isla de Pemba, una de las dos islas principales del archipiélago de Zanzíbar, Tanzania. Es una de las islas más grandes entre las de menor importancia en el archipiélago, y la más grande de las que rodean a Pemba. Fundo es de nueve kilómetros de longitud, aunque apenas tiene un kilómetro de ancho, y está rodeado por un arrecife. 
Junto con la más pequeña Isla de Njao, que se encuentra inmediatamente al norte, y varias islas más pequeñas al sur, Fundo forma una barrera natural y rompeolas para el puerto de la ciudad de Wete, que se encuentra a seis kilómetros al este.